# مريم العوفير
مريم العوفير (بالفرنسية: Myriam L'Aouffir)‏ (مواليد سنة 1968) مذيعة مغربية ولدت بمدينة الرباط، وتبلغ من العمر 45عاما. حاصلة على شهادة الباكالوريا من ثانوية ديكارت سنة 1985 بالدار البيضاء لتتابع دراستها العليا بعد ذلك، في جامعة بول فاليري بمونبولييه، حيث حصلت على إجازة في الآداب العصرية، قبل أن تحصل من جامعة باريس 8 على ماستر في علوم الإعلام والتواصل.

## حياتها الشخصية
على المستوى الحياة الخاصة، مريم العوفير أم لابنين من زوجها السابق، جون كلوتييه، وو ارتبطت لاحقا بعلاقتها مع عالم الاقتصاد والسياسي اليهودي بسترواس كان.

## على مستوى العمل
اشتغلت مكلفة بالتواصل والماركوتينغ في التلفزيون الفرنسي فرانس 24 الإعلامية، لمدة 12 سنة، وهي اليوم على رأس وكالتها الخاصة.، قبل أن، كما قادت في الوقت نفسه جمعية خيرية من أجل محو الأمية للأطفال الذين يعيشون في المناطق النائية التي أنشأت سنة 2014، وتترأس تحت اسم جمعية «فقط من أجلهم».

## ارتباطها ب«دومينيك»
وكشفت المجلة الفرنسية أن سترواس كان التقى بمريم العوفير للمرة الأولى خلال قضائه لعطلة في جزيرة كورسيكا بفضل صديقهما المشترك فرانسوا بوبوني نائب عمدة سارسيلس.
هذه العطلة تلتها اقامة في جزر الموريشيوس، حيث سافرا الزوجان في نفس طائرة رشيدة داتي، قبل أن تظهر في عام 2012 أولى صور العوفير رفقة سترواس لتنكشف علاقتهما رسميا في ماي 2013 بعد ظهورهما سويا في مهرجان «كان» السينمائي.
وجاء هذا الزواج بهد أربع سنوات من ترسيم علاقتهما، حيث فضلا عقد القران بشكل سري، حسب ما أورد موقع BFM TV  نقلا عن “لوباريزيان” التي كتبت “نعم تزوج دومينيك بمريم بمراكش حيث يقطنان، وهو الزواج الرابع له”.

## وصلات خارجية
- مريم العوفير على اليوتوب